# István Hargittai
István Hargittai (* 11. August 1941 in Budapest) ist ein ungarischer Chemiker und Autor. Er ist Professor für Allgemeine und Analytische Chemie an der TU Budapest.

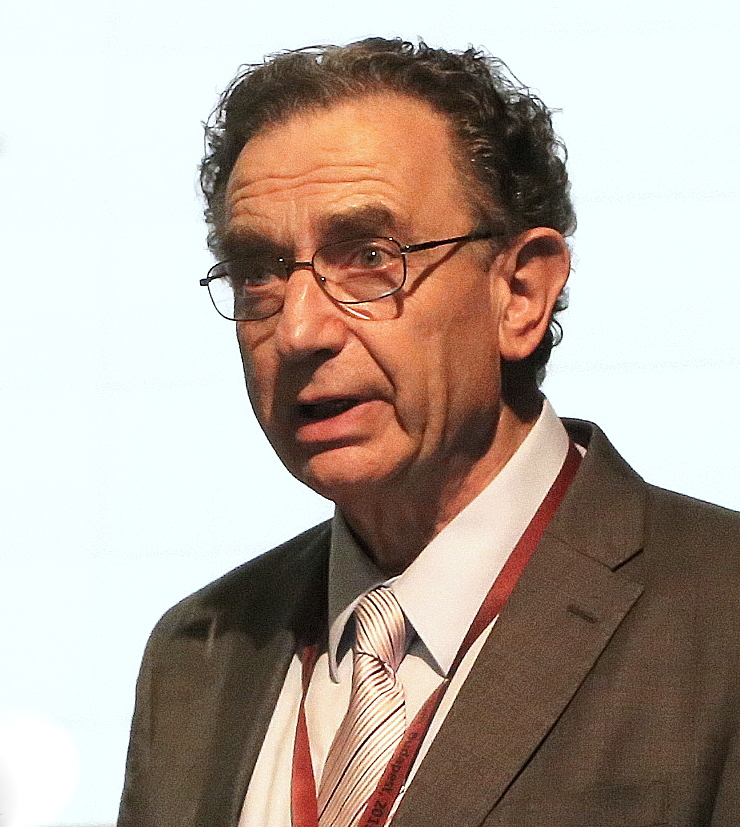
István Hargittai

## Leben
István Hargittais Vater und eine Großmutter wurden Opfer des Holocaust. Er erhielt 1965 sein Diplom an der Lomonossow-Universität, wurde 1972 an der Lorand-Eötvös-Universität promoviert und habilitierte sich 1976 an der Ungarischen Akademie der Wissenschaften (Doktortitel im russischen System).
Ab 1965 forschte er am Zentrum für Chemische Strukturen der Ungarischen Akademie der Wissenschaften und ab 1973 an deren Forschungsinstitut für Chemie. 1976 bis 1979 leitete er dort die Gruppe Elektronenbeugung und Quantenchemie und 1979 bis 1986 die Abteilung Strukturstudien am Forschungslabor für Anorganische Chemie. Er ist Professor am Institut für Allgemeine und Analytische Chemie der TU Budapest (1991 bis 1996 Leiter des Instituts) und in Teilzeit Leiter der Forschungsgruppe Strukturchemie der Ungarischen Akademie der Wissenschaften an der Lorand Eötvös Universität.
Er war Gastprofessor an der University of Connecticut in Storrs, an der University of Texas at Austin (wo er schon 1969/70 als Gastwissenschaftler war), am Technion, Caltech, der Universität London (Royal Society Visiting Professor, Birkbeck College) und der University of North Carolina in Wilmington und Gastwissenschaftler an der Universität Oslo (1968, 1975, 1981),  am Labor für Molekularbiologie in Cambridge und am Cold Spring Harbor Laboratory. 1992 war er Gastprofessor der Japan Society for the Promotion of Science.
Er befasst sich mit Strukturchemie, Stereochemie von Schwefel und Silizium, Komplexchemie, Metallhaliden, instabilen Molekülen, Chemie bei hohen Temperaturen, Elektronenbeugung in Gasphase, Zusammenspiel experimenteller Techniken mit Theoretischer Chemie, Unterschiede der Struktur in fester Phase und Gasphase, intra- und intermolekulare Wechselwirkung, Modelle molekularer Geometrie und Geschichte und Kulturgeschichte der Chemie.
Bekannt ist er auch als Autor über Wissenschaftsgeschichte, besonders ungarische Mathematiker und Physiker des 20. Jahrhunderts, und Symmetrie in den Naturwissenschaften.
1987 wurde er Mitglied der Ungarischen Akademie der Wissenschaften, und er ist Mitglied der Academia Europaea (1994) und der Norwegischen Akademie der Wissenschaften (1988). 1992 wurde er Ehrendoktor der Lomonossow-Universität Moskau und 2000 der University of North Carolina at Wilmington.
Er ist Herausgeber von Structural Chemistry und war 1995 bis 2000 Herausgeber des Chemical Intelligencer.
Seine Frau Magdolna Hargittai (* 1945), mit der er zusammenarbeitet und publiziert, ist Forschungsprofessorin für Chemie an der Ungarischen Akademie der Wissenschaften (und deren Mitglied).

## Schriften (Auswahl)
- mit Magdolna Hargittai: Symmetry through the eyes of a chemist, Springer Verlag, 3. Auflage 2010
- mit Magdolna Hargittai: Visual Symmetry, World Scientific 2009
- mit Magdolna Hargittai: In our own image. Personal symmetry in discovery, Plenum Press 2000
- mit Magdolna Hargittai: Symmetrie, eine neue Art die Welt zu sehen, Rowohlt Taschenbuch 1998
  - Englische Ausgabe: Symmetry, a unifying concept, Shelter Publ., 1994, Random House 1996
- Five Martians of Science - five physicists that changed the 20th century, Oxford University Press 2006 (Biographie von John von Neumann, Leo Szilard, Edward Teller, Eugene Wigner, Theodore von Karman)
- The road to Stockholm: Nobel prizes, science and scientists, Oxford University Press 2002
- Herausgeber Candid Science, Band 1–6, Imperial College Press 2000 bis 2006 (Interviews mit Wissenschaftlern)
- Judging Edward Teller: A Closer Look at One of the Most Influential Scientists of the Twentieth Century, Prometheus Books 2010
- Our Lives: Encounters of a Scientist, Budapest, Akad. Kiado 2004
- mit A. Domenicano: Strength from Weakness: Structural consequences of Weak Interactions in Molecules, Supramolecules, and Crystals, Kluwer 2002
- mit A. Domenicano: Accurate Molecular Structure, Oxford UP 1992
- Herausgeber: Fivefold symmetry, World Scientific 1992
- Herausgeber mit Clifford Pickover: Spiral Symmetry, World Scientific  1992
- Herausgeber mit M. Hargittai Advances in Molecular Structure Research, Band 1–6, JAI Press, Greenwich/Connecticut 1995–2000
- Buried Glory - Portraits of Soviet Scientists, Oxford University Press 2013 (behandelt werden 13 Wissenschaftler, u. a. Sakharov, Tamm, Landau, Nikolai Semenow, Kapitza, Vitali Ginzburg, Alexei Abrikosov. Zhabotinsky, Belousov, Khariton, Zeldovich)
- Mosaic of a Scientific Life. Springer International Publishing, 2020